# École kabbalistique de Gérone

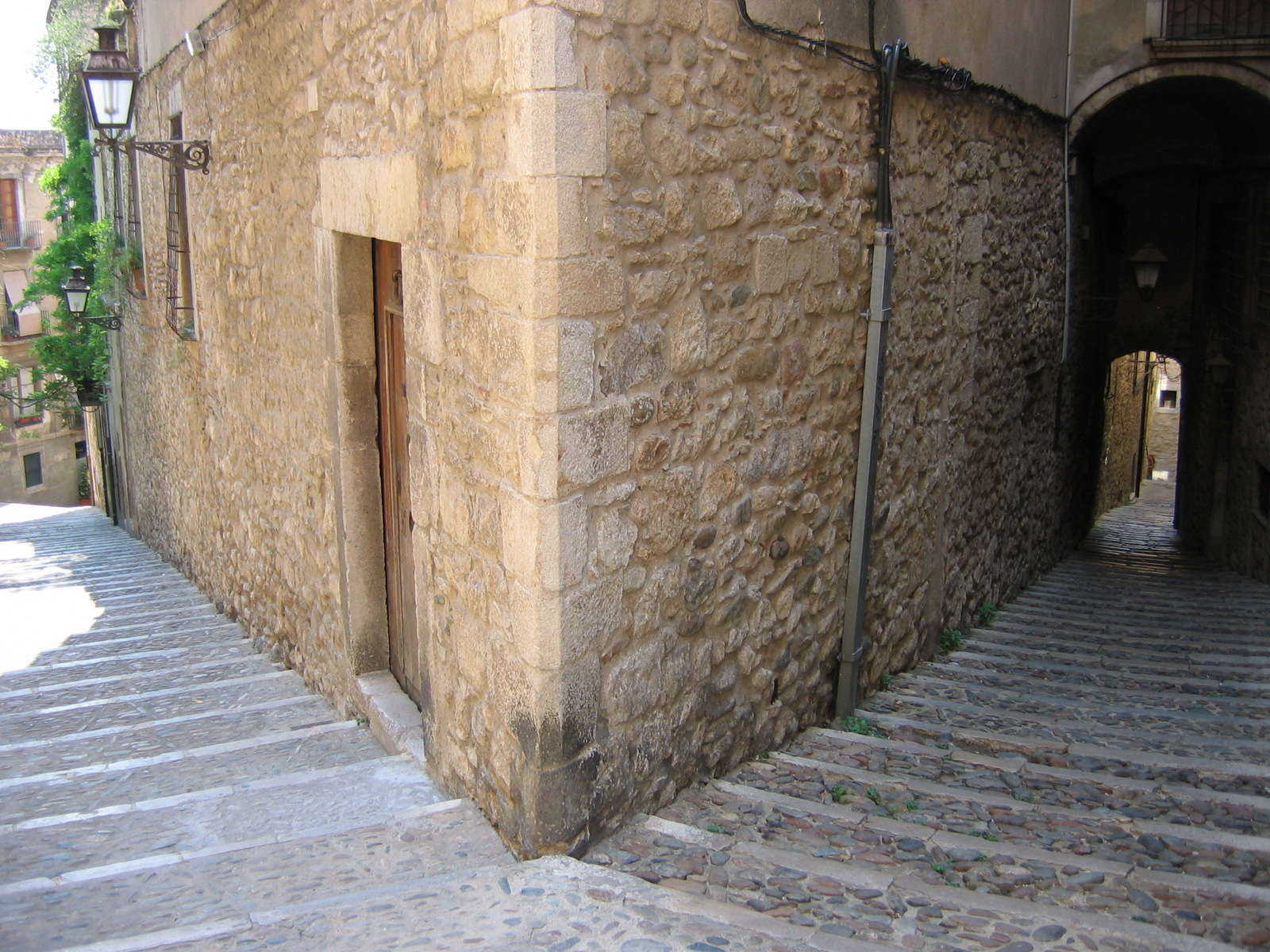
Rue du quartier juif de Gérone "El Call"

L'École kabbalistique de Gérone est un lieu important d'enseignement de la Kabbale entre le XIIIe et le XVe siècle.
Sous l'influence d'Isaac l'Aveugle et de son neveu, Acher ben David, les maîtres de l'école kabbalistique de Posquières au Languedoc, une école s'établit à Gérone, en Catalogne, dès le début XIIIe siècle. 
Situé dans le courant néo-platonicien de la pensée juive, ce centre d'études a joué un rôle essentiel dans le développement de la Kabbale et dans sa diffusion en Espagne, selon Gershom Scholem, avec « des écrits qui, en dépit de l’accent mis sur l’aspect ésotérique de la Kabbale, cherchaient à communiquer l’essentiel de leurs idées à un large public ».
Les personnalités les plus marquantes de cette école sont :
- Judah ben Yakar
- Ezra ben Salomon de Gérone
- Azriel de Gérone
- Nahmanide (Moïse ben Nahman)
- Abraham ben Isaac de Gérone
- Jacob ben Sheshet de Gérone
- Meshullam ben Solomon Da Piera
- Ben Belimah

Ezra ben Salomon de Gérone a beaucoup insisté sur l’autonomie de la Kabbale face aux autres courants de la pensée juive au XIIIe siècle. Il a élaboré la première critique explicite fondée sur la Kabbale contre la philosophie maïmonidienne, selon Charles Mopsik. Dans la lignée d'Isaac l'Aveugle, Ezra de Gérone développe une conception de Dieu très éloignée de la conception aristotélicienne de la divinité à laquelle se réfère Maïmonide. 
Le Dieu d'Aristote ne se laisse pas influencer, alors qu'Erza conçoit une divinité sensible aux hommes ; une divinité proche des conceptions mystiques, oniriques et extatiques, que Platon expose dans quelques-uns de ses dialogues, dans le Phèdre en particulier, des conceptions marginales dans l'œuvre de Platon, et même contradictoires avec sa doctrine principale, puisqu'elles ne reposent plus exclusivement sur la Raison, mais qui imprègnent les kabbalistes.

L'arbre de vie avec le nom des 10 Sephiroth et les 22 chemins en hébreu, d'après Le Portique du questionneur d'Azriel de Gérone.

Azriel de Gérone joue peut-être le rôle plus remarquable de cette école. Il publie un ouvrage intitulé Le Portique du questionneur qui inaugure un genre littéraire d’une portée considérable dans l’histoire de la Kabbale. 
C’est dans cet ouvrage qu'Azriel livre « la première explication systématique des dix sefirot sous la forme d’un tableau décrivant leur fonction, leur place dans la hiérarchie des émanations et les symboles qui leur sont attachés », selon Mopsik. À la figure anthropomorphe et androgyne du Messager céleste évoquée dans le Sefer HaBahir, Azriel superpose une arborescence structurelle que les kabbalistes nommeront l'Arbre de Vie en référence au récit de la Genèse.
Azriel invente une méthodologie nouvelle, basée sur les conceptions d'Isaac l'Aveugle et sur la place essentielle que tient le langage dans ces conceptions.
Nahmanide, un disciple d'Azriel, introduit dans ses écrits les vues de son maître. Issu d'une famille de chefs communautaires illustres, disposant d'un grand prestige dans les communautés juives de Catalogne et de Castille, alors que l'enseignement de la Kabbale reste encore confidentiel, réservé à un petit cercle de lettrés, Nahmanide contribue durablement à la diffusion des conceptions kabbalistiques. « Qu'une autorité religieuse comme Nahmanide ait couvert de son auréole la Kabbale naissante a conféré à cette dernière une renommée sans égale » parmi les Juifs d'Espagne au XIIIe siècle, selon Charles Mopsik.
La Kabbale apparaît alors aux yeux des Juifs d'Espagne, dans leur ensemble, comme à l'opposé de la doctrine rationaliste développée par Maïmonide et son école néo-aristotélicienne depuis le XIIe siècle. Les kabbalistes, comme Ezra, Azriel et Nahmanide, ne sont pas anti-rationalistes pour autant. Mais ils s'appuient sur une mystique qui se refuse à confondre le Dieu d'Israël et la Raison. C'est grâce à cette école que la Kabbale gagne son audience auprès d'un public beaucoup plus large qu'au Languedoc ou qu'en Provence au siècle précédent.
Moshé Idel souligne toutefois que Nahmanide occupe une place à part dans cette école, et que sa pensée diverge de celle des disciples d'Isaac l'Aveugle, notamment par sa conceptions des sefirot et par son souci de considérer la kabbale comme une tradition essentiellement orale, à transmettre par l'enseignement plus que par l'écrit, ou par l'allusion plus que par la référence directe.